# Slovinky
Slovinky ist eine Gemeinde im Osten der Slowakei, mit 1800 Einwohnern (Stand 31. Dezember 2024) und gehört zum Okres Spišská Nová Ves, einem Landkreis des Košický kraj.

## Geographie
Die Gemeinde liegt in einem langen Tal des Baches Slovinský potok (rechter Nebenfluss des Hornád) beim Zusammenfluss mit dem Bach Poráčsky potok im äußersten Norden des Gebirges Volovské vrchy, genauer dem Unterteil Hnilecké vrchy. Traditionell gehört Slovinky zur Landschaft Unterzips (slowakisch Dolný Spiš). Das auf einer Höhe von 441 m n.m. liegende Ortszentrum liegt fünf Kilometer südlich von Krompachy und 30 Kilometer östlich von Spišská Nová Ves.

## Geschichte
Die heutige Gemeinde entstand 1944 durch Zusammenschluss der Orte Nižné Slovinky (deutsch Unterhöfen, ungarisch Alsószalánk) und Vyšné Slovinky (deutsch Oberhöfen, ungarisch Felsőszalánk).
Der Ort entstand im frühen Mittelalter auf damaligen Gebiet der nahen Stadt Göllnitz als ein Bergbauort. Das genaue Gründungsjahr ist unbekannt, soll aber noch vor der deutschen Ostkolonisierung stattgefunden haben. In einer Urkunde des ungarischen Königs Ludwig I. von 1368 wird ein villa Abakuk erwähnt. 1460 sind zwei Dörfer als Zluwinkautraque verzeichnet; Dokumente aus den Jahren 1550 und 1555 bestätigen die Existenz der Orte Nižné Slovinky und Vyšné Slovinky. Das Gebiet gehörte anfangs zum Herrschaftsgut von Reichenau, danach bis zur Abschaffung der Leibeigenschaft im Jahr 1848 zu den Geschlechtern Zápolya, Thurzo und Csáky.
Die ursprüngliche Bevölkerung waren wohl die Vorfahren der Slowaken. Im 16. Jahrhundert kam es zu einem großen Zuzug von Russinen (Ruthenen), die den Charakter beider Orte umwandelten. Neben dem Bergbau waren die meisten Einwohner in der Köhlerei und Forstwirtschaft tätig.
Beim Ort wurden lange Jahre Kupfer und Silber gewonnen. Im 18. Jahrhundert kam dazu die Stahlhütte St. Nikolaus. Zum Ende des 19. Jahrhunderts kam die Kupfer- und Silberförderung zum Erliegen; danach beschränkte sich der Bergbau auf den Abbau von Eisenerz, das in Krompachy verarbeitet wurde. 1994 wurde die letzte Grube endgültig stillgelegt.

## Bevölkerung
| Jahr                | 1994 | 2004    | 2014    | 2024    |
| ------------------- | ---- | ------- | ------- | ------- |
| Anzahl der Personen | 1778 | 1873    | 1893    | 1800    |
| Unterschied         |      | +5,34 % | +1,06 % | −4,91 % |

| Jahr                | 2023 | 2024    |
| ------------------- | ---- | ------- |
| Anzahl der Personen | 1808 | 1800    |
| Unterschied         |      | −0,44 % |

Ergebnisse der Volkszählung 2001 (1867 Einwohner):
| Nach Ethnie: - 94,38 % Slowaken - 2,68 % Russinen - 1,77 % Zigeuner - 0,37 % Tschechen | Nach Religion: - 43,22 % orthodox - 26,25 % griechisch-katholisch - 23,51 % römisch-katholisch - 4,61 % konfessionslos |

## Sehenswürdigkeiten
- griechisch-katholische Georgskirche, gegen 1800 erbaut
- orthodoxe Kirche von 1996